# Turbinaria bifrons
Turbinaria bifrons is een rifkoralensoort uit de familie van de Dendrophylliidae. De wetenschappelijke naam van de soort is voor het eerst geldig gepubliceerd in 1877 door Friedrich Brüggemann.